# De Tomaso Mangusta
De Tomaso Mangusta — спортивний автомобіль, що випускався італійським автовиробником De Tomaso з 1967 по 1971 рік.

## Історія

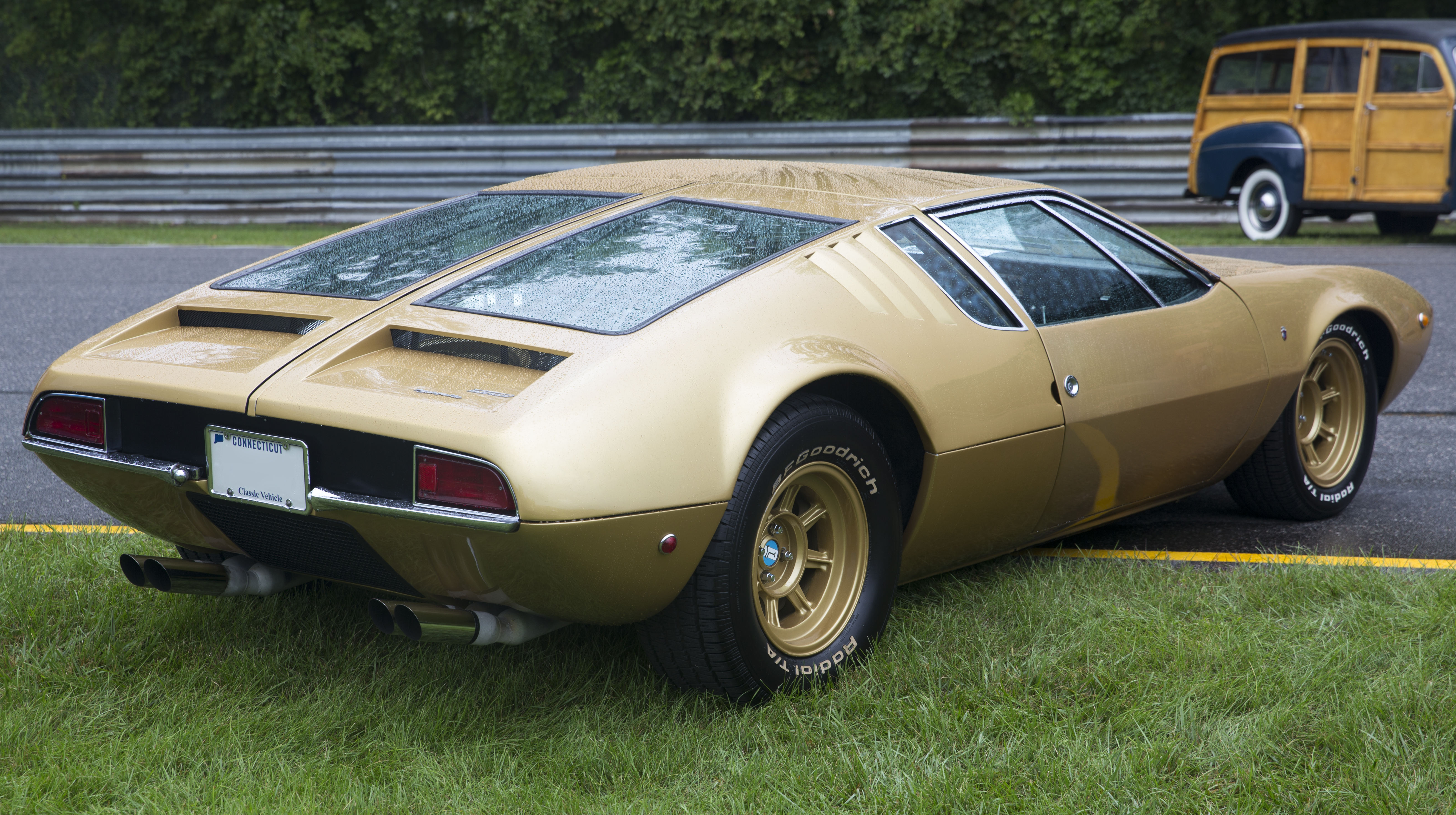

Mangusta змінила свою попередницю — модель Vallelunga і базувалася на її шасі. Назва дана на честь мангуста — тварини, яка здатна вбити кобру. З чуток, компанія De Tomaso вела переговори з Керроллом Шелбі (Carroll Shelby) про заміну Shelby Cobra на спортивний автомобіль італійського виробництва (De Tomaso Sport 5000, також відомий як De Tomaso P70), але угоди не було досягнуто через залучення Shelby в гоночну програму Ford (Ford GT40). Проте, оскільки Алессандро Де Томазо і Керролл Шелбі підтримували приятельські стосунки, перші 200 двигунів для нової Mangusta були поставлені фірмою Shelby. У 1971 році Mangusta була замінена на набагато більш дешеву Pantera.
Всього випущено 401 екземпляр машини. 150 з них («європейська версія») оснащувалися системою з чотирма фарами освітлення і двигунами Ford обсягом 289 куб. дюймів (4,7 л), а інші («американська версія») мали складні фари і менш потужний двигун Ford обсягом 302 куб. дюйма (4,9 л). Одна з машин, побудована спеціально для віце-президента General Motors Білла Мітчелла (Bill Mitchell), була оснащена мотором Chevrolet. За різними оцінками, до теперішнього часу збереглося приблизно 170 примірників.

## Характеристики
Mangusta оснащувалася двома двигунами, обидва — V8 виробництва Ford обсягами 289 куб. дюймів (4,7 л) і 302 куб. дюйма (4,9 л). Перший мав потужність 306 к.с. (228 кВт), другий відповідно — 220 к.с. (160 кВт). Максимальна швидкість — 250 км/год (155 миль/год). Трансмісія — ZF 5-ступінчаста механічна. Гальма — дискові на всіх чотирьох колесах. Дизайн автомобіля створений Джорджетто Джуджаро (Giorgetto Giugiaro) і має відмінну рису — двері «крило чайки» над моторним відділенням і багажником. На ранні моделі встановлювалися подвійні фари в передній частині решітки радіатора, більш пізні мали одну семидюймову висувну фару.
На момент виробництва Mangusta була відносна недорога, але мала проблеми зі стабільністю і керованістю через слабке шасі і невдалого розподілу ваги. Іншими недоліками автомобіля були також тісний салон і низький дорожній просвіт.

## Двигуни
- 4.7 L (4,728 см3) Ford 289 V8 306 к.с.
- 4.9 L (4,949 см3) Ford 302 V8 220 к.с.